# Tribunal de Justiça do Estado do Espírito Santo

Brasão do Estado do Espírito Santo utilizado pelo Poder Judiciário do Espírito Santo (PJES)

O Tribunal de Justiça do Espírito Santo (TJES) é o órgão máximo do Poder Judiciário do estado brasileiro do Espírito Santo.
Sua história remonta a outubro de 1741, com a criação da Comarca portuguesa do Espírito Santo, em seu atual território. Já em 12 de novembro de 1741, passou a ser vinculado ao Tribunal do Rio de Janeiro.  
Somente com a República, em 4 de julho de 1891, foi instalado o TJES, durante mandato do governador Antonio Comes Aguirre, pelo decreto nº 95, o qual objetivou a primeira Organização Judiciária do Estado. Seu primeiro presidente foi o desembargador José Feliciano Horta de Araújo.

### Atual sede
Em 19 de outubro de 1995, em sessão solene, declarou-se oficialmente inaugurada a nova sede do Egrégio Tribunal de Justiça do Estado do Espírito Santo, palácio da justiça denominado "Des. Renato de Mattos", com a presença das mais insignes autoridades locais, autoridades dos Tribunais Superiores e Tribunais de Justiça dos demais Estados da Federação, Juízes de Direito, Membros do Ministério Público, Advogados, Serventuários da Justiça e convidados especiais.
À época, em discurso, o Presidente da corte, o Desembargador Antônio José Miguel Feu Rosa, fez registro da visão do Governador Eurico Vieira de Resende, afirmando que essa fizera reservar, há quinze anos, o terreno onde se edificara a nova sede, intentado fosse destinado a bens públicos.

### Estrutura atual
A LC nº 566/2010 trouxe, em seus anexos (última atualização pela Lei Complementar nº 1022/2022), a estruturação das unidades organizacionais, a composição de cargos efetivos, comissionados, funções gratificadas e gratificações especiais que integram o quadro de pessoal do Poder.
O TJES possui mais de uma dezena de unidades administrativas. São algumas assessorias, secretarias e respectivas coordenadorias, tendo suas competências previstas na Resolução TJES nº 75/2011.
Já as Unidades Judiciárias de 1º grau estão dispostas conforme consta na Lei Complementar Estadual nº 234/2002, que regula a divisão e a organização judiciária do Estado, compreendendo a constituição, estrutura, atribuições e competência do Tribunal, Juízes e Serviços Auxiliares da Justiça.
O Conselho Nacional de Justiça divide os 27 tribunais do país em três categorias em função do seu tamanho: pequeno, médio ou grande porte. O TJES é um dos nove tribunais de médio porte.